# 広背筋
広背筋（こうはいきん、英語: latissimus dorsi）は、背部の筋肉の棘腕筋のうち、下方に三角形をなす筋肉である。
第５胸椎（Th5）～第５腰椎（L５）の棘突起、仙骨、腸骨稜、第９～１２肋骨を起始とし、下部から上外側方、上部から水平に外側方に向かって走り、上腕骨の上部小結節稜に付着する。
上腕骨を伸展、内転、内旋する。広背筋は肩を下制し、上方への逸脱を防ぐ。また、腋窩の後壁を形成する。
広背筋は、腕神経叢の枝の一つである胸背神経に支配される。胸背神経に伴う胸背動脈や肋間動脈、腰動脈の背側枝によって栄養される。

## 広背筋の筋力トレーニング
チンニング（懸垂）がもっともよく知られており効果も高いが、たいていの人間には負荷が高すぎる。その場合には、ラットプルダウン、ベント・オーバー・ローイング、ロープーリーなどの各種目が存在する。

## 画像

広背筋の位置。赤色で示す。アニメーション。
広背筋。半透明の赤色で示す。胸郭は第10, 11, 12肋骨を除いて透明にしてある。